# Scomber australasicus
Lo sgombro australe (Scomber australasicus Cuvier, 1832), è un pesce osseo marino della famiglia Scombridae.

## Descrizione
S. australasicus ha un aspetto molto simile a quello dello sgombro giapponese o del lanzardo atlantico e mediterraneo. Il muso è appuntito. L'intero corpo è coperto di scaglie minute (e non solo la limitata area toracica denominata corsaletto come nella generalità degli Scombridae). L'origine della pinna anale è inserita posteriormente a quella della seconda pinna dorsale. Il primo raggio della pinna anale è spinoso e libero dal resto della pinna. La vescica natatoria è presente.
La colorazione è azzurra o verdastra sul dorso, percorso da linee scure oblique ondulate. Il ventre è bianco perlaceo con linee ondulate sottili di colore grigiastro.
La taglia massima nota è di 44 cm, la lunghezza media è di circa 30 cm. Il peso massimo noto è di 1,4 kg.

## Distribuzione e habitat
L'areale comprende l'Indo-Pacifico tropicale, subtropicale e temperato caldo, si incontra dal mar Rosso al Messico (isola di Socorro). Si incontra anche in Giappone, Australia e Nuova Zelanda. È un pesce pelagico principalmente costiero anche se lo si può incontrare talvolta nell'oceano aperto e a profondità di oltre 250 metri.

## Biologia
Può vivere fino a 8 anni in Australia e a 24 in Nuova Zelanda dove il ciclo vitale è rallentato e raggiunge maggiori dimensioni. Gregario, forma banchi numerosissimi, spesso misti con pesci di altre specie di taglia simile (gregarismo per taglia) come Trachurus e Clupeidae.

### Alimentazione
Prevalentemente planctofago si nutre per filtrazione di crostacei, soprattutto copepodi ma gli adulti catturano anche pesciolini e cefalopodi.

### Riproduzione
La maturità sessuale avviene a due-tre anni di vita.

## Pesca
Ha una notevole importanza per la pesca commerciale. Viene catturato prevalentemente con reti da circuizione. Il pescato annuale di questa specie è soggetto a forti fluttuazioni locali. Il paese che cattura le maggiori quantità di questa specie è la Nuova Zelanda. In Giappone S. australasicus raggiunge prezzi più bassi rispetto a S. japonicus, considerato di migliore qualità.

## Conservazione
S. australasicus è intensamente pescato ma non sembra sia soggetto a sovrapesca dato che le popolazioni sono stabili. Per questo la IUCN la considera a rischio minimo di estinzione.